# Fantômas (personage)
Fantômas is een personage uit de Franse literatuur dat vooral bekend werd via de verfilmingen van regisseur Louis Feuillade.

## Oorsprong
'Fantômas' werd geschreven door Pierre Souvestre en Marcel Allain. Het waren zogenaamde 'episodes' die aan een ritme van één per maand verschenen en een groot succes kenden.
Het is een meesterwerk van zwarte humor. De misdaad wordt verheerlijkt en de boeken bevatten bovennatuurlijke elementen. Daarom noemt men dit vaak magisch realisme.
Hoewel de films van Louis Feuillade een groot succes kenden, raakten ze wat in de vergetelheid met de komst van de geluidsfilm.

## Kenmerken
- Fantômas is een criminele held op de grens van de waanzin, de genialiteit en de misdaad.
- Hij is wreedaardig.
- Hij is een meester in het zich vermommen. Daardoor kan hij op eender welk moment, onder eender welke gedaante verschijnen. Hij is met andere woorden overal.

## Films

### Stomme films
- 1. Fantômas (1913)
- 2. Juve Contre Fantômas (1913)
- 3. Le Mort Qui Tue (1913)
- 4. Fantômas contre Fantômas (1914)
- 5. Le Faux Magistrat (1914)

Louis Feuillade regisseerde deze vijf film met René Navarre als Fantômas. De films worden gekenmerkt door:
- Réalisme Fantastique=Bovennatuurlijk Realisme

1. Realisme met een dubbele bodem.
2. Veel buitenopnames.

- Brutale overgangen en scherpe contrasten.
- Sober geacteerd.

### Andere films
- 6. Fantômas (1932) van Paul Féjos met Jean Galland als Fantômas.
- 7. Monsieur Fantômas (1937) van Ernst Moerman.
- 8. Fantômas (1946), van Jean Sacha met Marcel Herrand als Fantômas.
- 9. Fantômas contre Fantômas (1948), van Robert Vernay met Maurice Teynac als Fantômas.
- 10. Fantômas (1964), de eerste van drie eerder komische films geregisseerd door André Hunebelle met Jean Marais als Fantômas en Fandor, Louis de Funès als Juve, en Mylène Demongeot als Fandors vrouw.
- 11. Fantômas se déchaîne (1965)[1]
- 12. Fantômas contre Scotland Yard (1966)[2]

## Invloed
Op 16 juli 1914 richtte de dichter Guillaume Apollinaire de Société des Amis de Fantômas op. Hier discussieerden mensen zoals Jean Cocteau, Blaise Cendrars en Max Jacob over Fantômas.
Later ontdekten ook de surrealisten de reeks, in het bijzonder ook René Magritte. Zij bejubelden vooral de surreële onmogelijkheid van Fantômas, en de aanval op de burgerlijkheid en de algemene moraal.